# Збігнев Олесницький
Збі́гнев Олесни́цький (пол. Zbigniew Oleśnicki; 5 грудня 1389, Сенно — 1 квітня 1455, Сандомир) — польський релігійний діяч, єпископ краківський (1423–1455), кардинал корони, перший кардинал польського походження (з 1449 року). Регент Польського королівства (1434–1447), впливовий державний діяч та дипломат.

## Життєпис
Народився 5 грудня 1389 року в Сєнно (нині — Мазовецьке воєводство). Походив з польського шляхетського роду гербу Дембно з Олесниці.
За повідомленнями Яна Длугоша, брав участь у Грюнвальдській битві, де врятував життя королю Владиславу ІІ Ягайлу, закривши його щитом.
По закінченні Краківської Академії почав працювати у королівській канцелярії секретарем; став членом королівської таємної ради. 1412 року був висвячений в сан священика. 18 грудня 1423 року був висвячений на капелана,[джерело?] наступного дня на краківського єпископа. У 1433 році був делегатом на Базельському соборі.
Проявив себе вправним політиком і дипломатом, який підтримував інтереси церкви та шляхти на противагу королю. У березні 1430 року за його участі була заключена польсько-угорська унія, а в 1440 році він домігся обмеження королівської влади в обмін на визнання магнатами Владислава III спадкоємцем престолу.
1449 року Римський Папа Євгеній IV призначив його кардиналом, — Олесницький став першим ієрархом польського походження, який прийняв цей титул.
Після загибелі 1444 року короля Владислава III здійснював значний вплив на політичне життя в країні. До початку правління Казимира IV Ягеллончика фактично зосередив владу в країні у своїх руках.
Батько відомого астронома Миколая Коперника Ніколас у серпні 1454 був посередником між кардиналом Збіґнєвом Олесницьким та великими пруськими містами у справі сплати позики на проведення війни.

Був рішучим противником поширення гуситського руху на територію Польщі; для придушення руху гуситів закликав до Кракова проповідника Йоана Капістрана та францисканців. Єпископ сприяв створенню релігійних братств та розвитку освіти, зокрема, в Краківському університеті, пропагував культ святого Станіслава. 4 травня 1439 року його війська виграли битву проти конфедерації польських гуситів на чолі зі Спитком з Мельштина. 
Помер 1 квітня 1455 року. Похований у кафедральному соборі святих Станіслава і Вацлава на Вавелі.

## У літературі
Негативний персонаж роману «Сумерк» Юліана Опільського.